# Liburnijščina
Liburnijščina je izumrl indoevropski jezik, ki so ga govorili antični Liburni na območju današnjega hrvaškega Jadrana (antično: Liburnije).

## Onomastika
Ohranjeni niso nobeni zapisi v liburnijščini. Edina ostalina so onomastični podatki: zemljepisna in osebna imena, ki se v latinizirani obliki pojavljajo od 1. stoletja n. št. dalje. Kakor v arheološkem materialu se tudi v onomastiki pojavljajo razlike glede na posamezna ožja območja Liburnije. Imena se delijo v tri skupine:
- severnoliburnijska imena, ki so strukturno podobna tistim z območja Histrov in Venetov,
- imena, sorodna tistim s področja Dalmatov, Japodov in drugih ilirskih plemen,
- imena, ki se enakomerno pojavljajo po vsej Liburniji.

### Liburnijska osebna imena
- Acaica
- Aetor
- Avitus (m.), Avita (ž.)
- Boninus
- Cliticus
- Colatina
- Curticus
- Darmo
- Dumma
- Hosp(olis)
- Hostiducis (rodilniška oblika)
- Hostiices
- Lambicus
- Malavicus
- Marica
- Menda
- Moicus
- Oclatinus
- Oeplus
- Opia
- Opiavus
- Oplus
- Plaetor, rod. Plaetoris. Med Veneti se to ime pojavlja kot Plaetorius, med Iliri pa kot Plator; na antičnem napisu, najdenem na območju Ljubljane, je izpričana tudi oblika Pletor.
- Patalius
- Recus
- Suioca
- Tarnis
- Toruca
- Trosius
- Turus
- Vadica
- Velsouna (ž.)
- Viniocus
- Volaesa
- Volscus
- Volsetis (rod.)
- Volso
- Volsonus
- Volsounus (m.), Volsouna (ž.)
- Volsus
- Voltimesis (rod.)
- Vol(l)tis(s)a
- Zupricus

Večina zgoraj navedenih imen se pojavlja med Liburni in Veneti, niso pa izpričana pri ljudstvih vzhodno ali južno od Liburnov (npr. pri Dalmatih). Spodaj navedena imena veljajo za izključno liburnijska, pri čemer pa je ime Buzetius izpričano tudi pri Japodih:
- Aeia
- Barcinus
- Buzetius
- Caminis (rod.)
- Ceunus
- Clausus
- Granp (...). Izpričano zgolj v okrajšani obliki
- Iaefus
- Lastimeis (rodilnik?)
- Mamaester
- Pasinus
- Picusus
- Tetenus
- Vesclevesis (rod.)
- Virno

Poleg teonimov (imen božanstev) zlasti krajevna imena kažejo različne oblike in strukture glede na posamezna območja Liburnije. V njih je mogoče prepoznati tako indoevropske kot tudi predindoevropske elemente in lokalne značilnosti.

## Značilnosti
Liburnijščina je indoevropski jezik kentumske oblike. Zaradi zgoraj navedenih razlik v onomastičnih virih se pojavlja več domnev glede značilnosti liburnijščine in njene jezikoslovne uvrstitve. 
Na podlagi ugotovljenih podobnosti G. Alföldy Liburne in Histre jezikovno uvršča k severnojadranskim Venetom, medtem ko J. Untermann k Venetom prišteva zgolj Liburne na vzhodni obali Istre.  R. Katičić je Liburne sprva uvrščal v severnojadransko jezikovno območje, nato pa jih opredelil kot jezikovno povsem ločen etnos. S. Čače opozarja, da je zaradi skromnih virov težko jasno opredeliti, ali so bili Liburni jezikovno sorodnejši s severnojadranskimi ljudstvi ali pa z Japodi in Dalmati.
V etničnem in kulturnem smislu so se Liburni precej razlikovali od Histrov in Venetov, kar je v arheološkem smislu zlasti mogoče ugotoviti na podlagi načinov pokopavanja, kjer je največ podobnosti z Dalmati. Liburni so imeli tudi močan predindoevropski substrat, ki je zlasti očiten v socialnih odnosih, to dejstvo pa je mogoče pripisati njihovemu ločenemu kulturnemu razvoju, ozemeljski izoliranosti ter vsrkavanju substratnih ljudstev in značilnosti.
Uvrstitev liburnijščine k venetščini temelji predvsem na liburnijskih imenih. Zlasti osebna imena kažejo velike podobnosti z venetskimi. V obeh jezikih se pojavljajo podobna imena s skupnimi koreni, kot so Vols-, Volt- in Host- (<ie. *ghos-ti-, 'tujec, gost'), in skupnimi končnicami, kot so -icus in -ocus. 
Po teh elementih se liburnijska in venetska imena razlikujejo od ilirskih, vendar s tem še ni izključena možnost, da so bili venetščina, liburnijščina in ilirščina sorodni jeziki v okviru indoevropske jezikovne družine. 
Rimljani so si leta 35 pr. n. št. podjarmili Liburne, ki so se nato zgodaj jezikovno asimilirali in prevzeli latinščino, liburnijščina pa je tako postopno izumrla.

### Ostala literatura
- Wilkes, John. The Illyrians. Blackwell Books, 1992.
- Untermann, J., Venetisches in Dalmatien, Godišnjak (Annuaire) CBI, Sarejevo. 5, 5-22.